# Farida Parveen
 (mars 2011).
Si vous disposez d'ouvrages ou d'articles de référence ou si vous connaissez des sites web de qualité traitant du thème abordé ici, merci de compléter l'article en donnant les références utiles à sa vérifiabilité et en les liant à la section « Notes et références ».
Farida Parveen, née en 1954 au Bangladesh, est une chanteuse bangladaise. Dans sa première enfance, elle a étudié le Sargam, la musique indienne. Dès l'âge de 6 ans, elle a fréquenté Ustad Ibrahim pour apprendre la musique classique. À l’âge de 13 ans, elle est devenue chanteuse pour une chaîne de radio. 
Elle a par la suite découvert le style de chant traditionnel appelé "Lalon", interprété à l'occasion du festival en hommage à Fakir Lalon Shah, père de l’ancrage soufi des Baúls. Par la suite, elle a commencé à rassembler des chansons Lalon.
Elle a aussi chanté la chanson de l’indépendance et exalte le patriotisme. Elle est ainsi devenue l’une des chanteuses les plus populaires de son pays natal. Elle donne des représentations à l’étranger et jouit d’une excellente réputation internationale.

## Distinctions
- Prix de la culture asiatique de Fukuoka en 2008
- Ekushey Pada